# Spokojenost zákazníka
Spokojenost zákazníka je pocit (zklamání nebo potěšení), který je závislý na porovnání skutečného a očekávaného přínosu produktu. Zákazník může dosáhnout několika stupňů spokojenosti. Pokud produkt splní očekávání zákazníka, je s ním zákazník spokojen, pokud ho předčí, pak je velice spokojen. Jestliže však přínos daného produktu nesplní očekávání zákazníka, je nespokojen. Očekávání zákazníků jsou založena na minulých nákupních zkušenostech, na slibech a informacích firem a konkurentů a na názorech svých známých.
Při vytváření hladiny očekávání hrají důležitou roli marketéři. Jestliže nastaví očekávání nízko, uspokojí pouze ty zákazníky, kteří u společnosti již nakupují, ale nepřilákají zákazníky nové, kteří dosud u společnosti nenakupují. Naopak pokud nastaví očekávání příliš vysoké, kupující mohou být snadno zklamáni. I přesto však v dnešní době některé společnosti očekávání zvyšují.
Velmi důležité je pro úspěšné společnosti, aby sledovaly očekávání svých zákazníků, očekávání výkonu firmy a také spokojenost zákazníka. Totéž by měly tyto společnosti sledovat také u svých konkurentů.
Společnosti, které dosahují vysoké úrovně spokojenosti zákazníků, jsou díky spojeným zákazníkům na cílovém trhu známy. Dalším přínosem této vysoké úrovně spokojenosti je, že jsou zákazníci méně citliví na změny cen, jsou společnosti věrní delší dobu, nakupují u ní nově představené produkty a doplňky k těmto produktům, popřípadě modernizované verze těchto výrobků a také šíří příznivé informace mezi své přátele o společnosti samotné i jejích produktech.

## Metody průzkumu spokojenosti
Tyto metody se používají všude, kde je možné zjistit názor konkrétní osoby. Jsou specializovány na zjišťování spokojenosti zákazníků s různými výrobky či službami organizace nebo se také používají při zjišťování spokojenosti zaměstnanců.

### Mystery metody průzkumu kvality služeb a spokojenosti zákazníků
- Mystery shopping – utajený nákup
- Mystery client – utajený zákazník[2]
- Mystery call – utajený telefonní rozhovor
- Storechecking – monitorování aktuální nabídky produktů v síti prodejen

### Kvantitativní metody výzkumu spokojenosti zákazníků
- Metoda Omnibus
- Metoda CATI – dotazníkové asistované telefonické šetření
- Metoda CAWI – dotazníkové šetření na internetu
- Metoda CAPI – dotazníkové asistované šetření pomocí elektronického formuláře
- Metoda PAPI – dotazníkové šetření pomocí tužky a papíru
- Dotazníkové šetření v terénu
- In-hall tests, In-store, In-home – asistovaný sběr dat na jednom místě
- Metoda CLT – asistovaný sběr dat ve vymezené lokalitě, zpravidla v prostorách zákazníka

### Kvalitativní metody výzkumu spokojenosti
- Pozorování
- Metoda SERVQUAL
- In depth interview – individuální pohovory
- Metoda Focus group
- Patří sem také všechny mystery metody.[3]

## Index spokojenosti zákazníka
Obecným nástrojem pro měření spokojenosti zákazníka je tzv. „Index spokojenosti zákazníka“. Evropský přístup (ECSI) se zakládá na definici čtyř základních oblastí, které jsou dále determinovány dalšími proměnnými. Tyto čtyři oblasti mají rozhodující vliv na spokojenost zákazníka. Vztahy mezi oblastmi zachycuje následující model.
- Image – souhrnná hypotetická proměnná vztahu zákazníka ke značce nebo produktu podniku.
- Očekávání zákazníka – představa individuálního zákazníka o produktu. Často je výsledkem předchozích zkušeností.
- Vnímaná kvalita – tzv. vnější kvalita, týká se samotného produktu a také doprovodných služeb.
- Vnímaná hodnota – vnímaná míra funkčnosti ve vztahu k ceně produktu.
- Spokojenost zákazníka – zjišťuje se celková spokojenost s produktem či službou a porovnává se ideální představa zákazníka.
- Loajalita zákazníka – jedná se především o hodnotu pro zákazníka a o hodnotu pro podnik. Hodnota pro zákazníka je chápána jako povinnost vůči zákazníkovi. Hodnota pro podnik je představována chováním a budoucími záměry zákazníka.
- Stížnosti zákazníka – je důležité zjistit, jak často si zákazníci stěžují a jak byly stížnosti zpracovány.[4]